# Claude V. Palisca
Claude V. Palisca (Fiume, actual Croacia, 24 de noviembre de 1921-New Haven, 11 de enero de 2001) fue un musicólogo estadounidense especializado en el estudio de la música italiana y teoría musical de finales del siglo XVI y principios del XVII, interesado principalmente en el estudio de las ciertas discrepancias estilísticas que tuvieron lugar en Italia en torno a 1600, producidas por el surgimiento de un nuevo “idioma musical” barroco respecto al anterior renacentista. 
Centró sus investigaciones en el paso del Renacimiento tardío al primer Barroco y de cómo estas últimas prácticas crecen a raíz de las primeras, incluyendo en sus trabajos una explicación teórica y un análisis de la diferencia entre Artusi y Monteverdi.

## Biografía
Realizó sus estudios de música en el Queens College, Nueva York, y se doctoró en 1954 en la Universidad de Harvard con una tesis sobre los orígenes de la música barroca en el siglo XVI. Después de años de profesorado en la Universidad de Illinois, se trasladó a la Universidad de Yale, donde fue nombrado director y profesor del departamento de música. Palisca configura la música como mucho más que un arte, válida para diversos fines y válida como disciplina intelectual aplicable a una dimensión pedagógica, ciertamente bien representada en sus artículos especializados, como su popular libro Baroque music, en su obra sobre los textos de Donald J. Grout (Historia de la música occidental), primero como colaborador y posteriormente como autor tras la muerte de Grout y en la antología que él mismo creó como complemento de este libro, The Norton of Western Music.
Entendía la música como representante de contextos históricos y culturales, siempre vista desde una perspectiva humanista e italófila no exenta de cierto sesgo en la valoración de la importancia de músicos de otras regiones durante el siglo XVI, mostrando en la obra cumbre de su trabajo académico, Humanism in Italian Renaissance Musical Thought, cómo las antiguas Grecia y Roma y el movimiento humanista cambiaron la percepción de la música.  
Su perspectiva del Renacimiento musical concebido como una disciplina humana, le llevó a participar activamente en la educación musical de los Estados Unidos, persiguiendo un interés por la Musicología como disciplina y configurándola como tal, el desarrollo de ésta disciplina en los Estados Unidos se ve reflejado en su contribución al volumen Musicology. Entre sus actividades educativas se encuentran el programa de educación musical de las escuelas públicas, la formación de pregrado, el nivel de licenciatura y posgrado de la Musicología.

## Obras más relevantes del autor
- PALISCA, Claude V.: The Beginnings of Baroque Music: its Roots in Sixteenth Century Theory and Polemics, Harvard U.,  1954.
- PALISCA, Claude V.: Norton Anthology of Western Music, Nueva York, 1980.
- PALISCA, Claude V., GROUT, Donald J.: A History of Western Music, Nueva York, 3/1980, 5/1996. (Traducción al español, León Mames)
- PALISCA, Claude V.: Humanism in Italian Renaissance Musical Thought, New Haven, CT, 1985.
- PALISCA, Claude V.:  The Florentine Camerata, Yale University, 1989.